# Mohamed Bangura (bokser)
Mohamed Bangura (ur. 1 stycznia 1959) – sierraleoński bokser, uczestnik Letnich Igrzysk Olimpijskich 1980 w Moskwie.
Na Letnich Igrzyskach Olimpijskich 1980 odpadł w 1/16 finału, przegrywając w swojej pierwszej walce na turnieju z reprezentantem ZSRR Wiktorem Diemjanienko. W klasyfikacji końcowej został sklasyfikowany na 17. pozycji.